# Lenny Wilkens

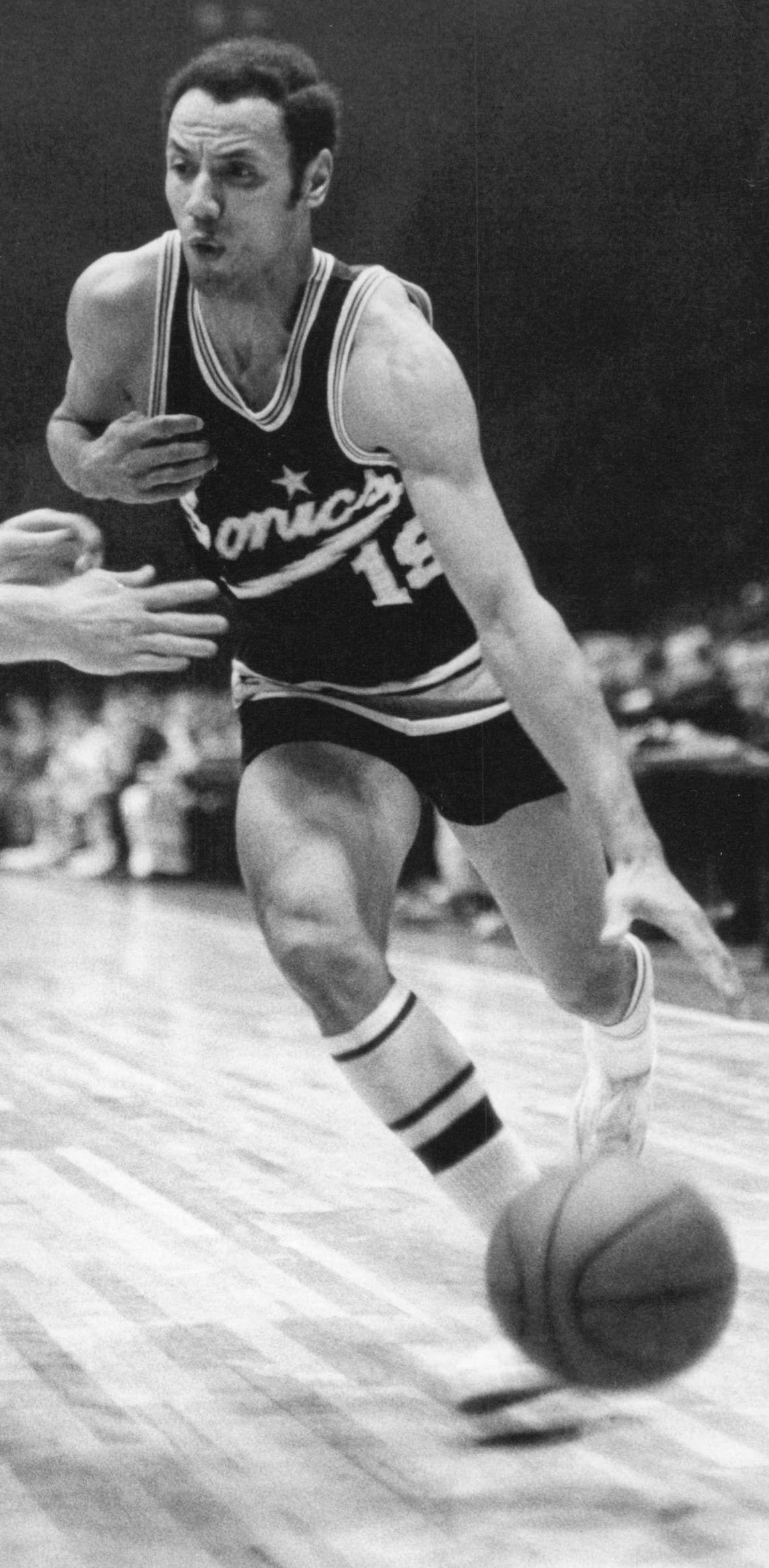
Wilkens w 1968

Leonard Randolph „Lenny” Wilkens (ur. 28 października 1937 w Nowym Jorku) – amerykański koszykarz oraz trener koszykarski. Członek Basketball Hall of Fame. W trakcie kariery zawodniczej występował na pozycji rozgrywającego.
Mierzący 185 cm wzrostu koszykarz studiował na Providence College. Do NBA został wybrany z 6. numerem w drafcie 1960 przez St. Louis Hawks. W Hawks grał do 1968. W sezonie 1967/1968 zajął drugie miejsce w głosowaniu na MVP fazy zasadniczej.
W latach 1968–72 występował w Seattle SuperSonics. W 1969 został grającym trenerem tej drużyny. W 1972 został oddany do Cleveland Cavaliers, gdzie spędził dwa lata. Ostatni sezon, 1974/75, rozegrał w Portland Trail Blazers – ponownie łączył bieganie po parkiecie z funkcją trenera. Dziewięć razy brał udział w NBA All-Star Game (został MVP w 1971).
Uchodzi za jednego z najwybitniejszych szkoleniowców w historii NBA. Po Portland przez 8 lat prowadził Seattle (1977-85) i w 1979 zdobył mistrzostwo ligi. Później pracował w Cleveland (1986-93), Hawks (1993-2000), Toronto Raptors (2000-03) oraz New York Knicks (2003-05). W 1996 był trenerem reprezentacji na IO w Atlancie. Znajdował się w sztabie menedżerskim Seattle SuperSonics.
Trener Lenny Wilkens 6 stycznia 1995 roku prowadząc Atlantę Hawks do zwycięstwa 112-90 z Washington Bullets osiągnął 939. zwycięstwo w karierze, bijąc dotychczasowy rekord Reda Auerbacha. 
W 1996 znalazł się w gronie 50 najlepszych graczy występujących kiedykolwiek w NBA. Jego koszulka (z numerem 19) została zastrzeżona przez Sonics.

## Osiągnięcia

### NCAA
- Finalista turnieju NIT (1960)[8]
- MVP:
  - turnieju NIT (1960)[8]
  - akademickiego meczu gwiazd
- Zaliczony do II składu All-American (1960)[9]
- Członek Akademickiej Galerii Sław (National Collegiate Basketball Hall of Fame - 2006)[10]

### NBA
- Wicemistrz NBA (1961)[4]
- 9-krotny uczestnik meczu gwiazd NBA (1963–1965, 1967–1971, 1973)[11]
- MVP meczu gwiazd NBA (1971)[3]
- Lider:
  - sezonu zasadniczego w asystach (1970)[12]
  - play-off w średniej asyst (1968)[13]
- Klub Seattle SuperSonics zastrzegł należący do niego w numer 19[14]
- Zaliczony do:
  - grona 50 Najlepszych Zawodników w Historii NBA (NBA’s 50th Anniversary All-Time Team – 1996)[7]
  - składu najlepszych zawodników w historii NBA, wybranego z okazji obchodów 75-lecia istnienia ligi (2021)[15]
- Członek Koszykarskiej Galerii Sław (Naismith Memorial Basketball Hall Of Fame - 1989)[1]

### Trenerskie
- Mistrz NBA (1979)[4]
- Trener Roku NBA (1994)[16]
- 4-krotnie wybierany na trenera drużyn NBA All-Star (1979-80, 1989, 1994)
- Zaliczony do grona 10 najlepszych trenerów w historii NBA (1996)[17]

 Mistrz olimpijski (1996)
- Członek Koszykarskiej Galerii Sław jako trener (Naismith Memorial Basketball Hall Of Fame - 1998)[18]